# Lucy Mushita
Œuvres principales
Chinongwa (2012)
Lucy Mushita est une écrivaine franco-zimbabwéenne. Elle vit et travaille à Nancy.

## Biographie
Originaire du Zimbabwe, Lucy Mushita grandit dans un village en plein apartheid. Elle s'installe en France en 1986, près de six années après l'indépendance de son pays natal. Elle passe également une période de sa vie aux États-Unis et en Australie.

## Carrière professionnelle
En 2012, Lucy Mushita publie son premier roman Chinongwa aux éditions Actes Sud. Largement inspiré de la vie de sa grand-mère, le récit évoque le mariage forcé des petites filles en Afrique australe au début du XXe siècle. Un roman d'apprentissage sur l'accession à l'indépendance, payée au prix fort. 
À travers ses textes et interventions publiques, Lucy Mushita souhaite bousculer avec humour les stéréotypes de la « femme africaine » et notamment une hyper sexualité relayée au fil du temps par la société française. Selon l'écrivaine : « la littérature et l'art coloniaux, telle la figure de la maîtresse africaine dévouée au colon français sont responsables de tout ».
En 2017, l'auteure participe à l'ouvrage collectif Ce qu'ils font est juste édité aux éditions Don Quichotte. Le recueil réunit vingt-six nouvelles, textes poétiques ou fables, mettant en avant la plume particulière et les engagements personnels de ces différents auteurs dans un contexte de crise migratoire et de délit de solidarité. Les recettes du livre sont reversées à deux associations d'aide aux réfugiés,. 

## Publications
- Chinongwa de Lucy Mushita, traduction française d'Élise Argaud. -  Actes Sud, 2012. - (Coll. Lettres africaines). - 274 p. -   (ISBN 978-2-330-00889-5)
- Expat Blues de Lucy Mushita. -  Edition Project-Iles, 2024. -  130 p. -  (ISBN 978-2-493036-24-7)

### Participations à des ouvrages collectifs
- Ce qu'ils font est juste, ouvrage collectif dirigé par Béatrice Vallaeys avec Antoine Audouard, Kidi Bebey, Antonnella Cilento, Philippe Claudel, Fatou Diome, Jacques Jouet, Fabienne Kanor, Nathalie Kuperman, Jean-Marie Laclavetine, Christine Lapostolle, Gérard Lefort, Pascal Manoukian, Carole Martinez, Marta Morazzoni, Lucy Mushita, Nimrod, Serge Quadruppani, Quentin Ravelli, Serge Rezvani, Alain Schifres, Leïla Sebbar, François Taillandier, Ricardo Uztarroz, Anne Vallaeys, Angélique Villeneuve, Sigolène Vinson, Don Quichotte Éditions, 336p, 2017,  (ISBN 2359496271)